# Temporada 1988-89 de Los Angeles Lakers
La temporada 1988-89 fue la cuadragésimo primera de los Lakers en la NBA, y la vigésimo novena en su ubicación en Los Ángeles, California. La temporada regular acabaron con 57 victorias y 25 derrotas, ocupando el primer puesto de la Conferencia Oeste, clasificándose para los playoffs en los que alcanzaron las finales, donde fueron barridos los Detroit Pistons, tomándose la revancha de la temporada anterior.

## Elecciones en elDraft
| Ronda | Puesto | Jugador      | Posición | Nacionalidad   | Universidad |
| ----- | ------ | ------------ | -------- | -------------- | ----------- |
| 1     | 25     | David Rivers | Base     | Estados Unidos | Notre Dame  |

## Temporada regular
| División Pacífico        | División Pacífico | División Pacífico | División Pacífico | División Pacífico | División Pacífico | División Pacífico | División Pacífico | División Pacífico |
| Equipo                   | G                 | P                 | %                 | PD                | Casa              | Fuera             | Div               |                   |
| ------------------------ | ----------------- | ----------------- | ----------------- | ----------------- | ----------------- | ----------------- | ----------------- | ----------------- |
| y-Los Angeles Lakers     | 57                | 25                | .695              | –                 | 35–6              | 22–19             | 25–9              |                   |
| x-Phoenix Suns           | 55                | 27                | .671              | 2                 | 35–6              | 20–21             | 23–11             |                   |
| x-Seattle SuperSonics    | 47                | 35                | .573              | 10                | 31–10             | 16–25             | 20–14             |                   |
| x-Golden State Warriors  | 43                | 39                | .524              | 14                | 29–12             | 14–27             | 15–19             |                   |
| x-Portland Trail Blazers | 39                | 43                | .476              | 18                | 28–13             | 11–30             | 17–17             |                   |
| Sacramento Kings         | 27                | 55                | .329              | 30                | 21–20             | 6–35              | 12–22             |                   |
| Los Angeles Clippers     | 21                | 61                | .256              | 36                | 17–24             | 4–37              | 7–27              |                   |

## Playoffs

### Primera ronda
Los Angeles Lakers vs. Portland Trail Blazers 
| Fecha       | Partido                                            | Ciudad      |
| ----------- | -------------------------------------------------- | ----------- |
| 27 de abril | Los Angeles Lakers 128, Portland Trail Blazers 108 | Los Angeles |
| 30 de abril | Los Angeles Lakers 113, Portland Trail Blazers 105 | Los Angeles |
| 3 de mayo   | Portland Trail Blazers 108, Los Angeles Lakers 116 | Portland    |
|             | Los Angeles Lakers gana las series 3-0             |             |

### Semifinales de Conferencia
Los Angeles Lakers vs. Seattle SuperSonics 
| Fecha      | Partido                                         | Ciudad      |
| ---------- | ----------------------------------------------- | ----------- |
| 7 de mayo  | Los Angeles Lakers 113, Seattle SuperSonics 102 | Los Angeles |
| 10 de mayo | Los Angeles Lakers 130, Seattle SuperSonics 108 | Los Angeles |
| 12 de mayo | Seattle SuperSonics 86, Los Angeles Lakers 91   | Seattle     |
| 14 de mayo | Seattle SuperSonics 95, Los Angeles Lakers 97   | Seattle     |
|            | Los Angeles Lakers gana las series 4-0          |             |

### Finales de Conferencia
Los Angeles Lakers vs. Phoenix Suns 
| Fecha      | Partido                                  | Ciudad      |
| ---------- | ---------------------------------------- | ----------- |
| 20 de mayo | Los Angeles Lakers 127, Phoenix Suns 119 | Los Angeles |
| 23 de mayo | Los Angeles Lakers 101, Phoenix Suns 95  | Los Angeles |
| 26 de mayo | Phoenix Suns 107, Los Angeles Lakers 110 | Phoenix     |
| 28 de mayo | Phoenix Suns 117, Los Angeles Lakers 122 | Phoenix     |
|            | Los Angeles Lakers gana las series 4-0   |             |

### Finales de la NBA
Detroit Pistons vs. Los Angeles Lakers
| Fecha       | Partido                                     | Ciudad      |
| ----------- | ------------------------------------------- | ----------- |
| 6 de junio  | Detroit Pistons 109, Los Angeles Lakers 97  | Detroit     |
| 8 de junio  | Detroit Pistons 108, Los Angeles Lakers 105 | Detroit     |
| 11 de junio | Los Angeles Lakers 110, Detroit Pistons 114 | Los Angeles |
| 13 de junio | Los Angeles Lakers 97, Detroit Pistons 105  | Los Angeles |
|             | Detroit Pistons gana las finales 4-0        |             |

## Estadísticas
| Rk | Jugador             | Edad | P  | PT | MP   | TC  | TCI  | %TC  | T3  | T3I | %T3  | TL  | TLI | %TL  | RO  | RD  | RT  | AS   | RB  | TAP | BP  | FP  | PTS  |
| -- | ------------------- | ---- | -- | -- | ---- | --- | ---- | ---- | --- | --- | ---- | --- | --- | ---- | --- | --- | --- | ---- | --- | --- | --- | --- | ---- |
| 1  | Magic Johnson       | 29   | 77 | 77 | 37.5 | 7.5 | 14.8 | .509 | 0.8 | 2.4 | .314 | 6.7 | 7.3 | .911 | 1.4 | 6.4 | 7.9 | 12.8 | 1.8 | 0.3 | 4.1 | 2.2 | 22.5 |
| 2  | James Worthy        | 27   | 81 | 81 | 36.5 | 8.7 | 15.8 | .548 | 0.0 | 0.3 | .087 | 3.1 | 4.0 | .782 | 2.1 | 4.0 | 6.0 | 3.6  | 1.3 | 0.7 | 2.2 | 2.2 | 20.5 |
| 3  | Byron Scott         | 27   | 74 | 73 | 35.2 | 7.9 | 16.2 | .491 | 1.0 | 2.6 | .399 | 2.6 | 3.1 | .863 | 1.0 | 3.1 | 4.1 | 3.1  | 1.5 | 0.4 | 2.1 | 2.4 | 19.6 |
| 4  | A.C. Green          | 25   | 82 | 82 | 30.6 | 4.9 | 9.2  | .529 | 0.0 | 0.2 | .235 | 3.4 | 4.4 | .786 | 3.1 | 5.9 | 9.0 | 1.3  | 1.1 | 0.7 | 1.5 | 2.1 | 13.3 |
| 5  | Mychal Thompson     | 34   | 80 | 8  | 24.9 | 3.6 | 6.5  | .559 | 0.0 | 0.0 | .000 | 2.0 | 2.9 | .678 | 2.0 | 3.9 | 5.8 | 0.6  | 0.7 | 0.7 | 1.2 | 2.8 | 9.2  |
| 6  | Michael Cooper      | 32   | 80 | 13 | 24.3 | 2.7 | 6.2  | .431 | 1.0 | 2.6 | .381 | 1.0 | 1.2 | .871 | 0.4 | 2.0 | 2.4 | 3.9  | 0.9 | 0.4 | 1.2 | 2.3 | 7.3  |
| 7  | Kareem Abdul-Jabbar | 41   | 74 | 74 | 22.9 | 4.2 | 8.9  | .475 | 0.0 | 0.0 | .000 | 1.6 | 2.2 | .739 | 1.4 | 3.1 | 4.5 | 1.0  | 0.5 | 1.1 | 1.3 | 2.6 | 10.1 |
| 8  | Orlando Woolridge   | 29   | 74 | 0  | 20.1 | 3.1 | 6.7  | .468 | 0.0 | 0.0 | .000 | 3.4 | 4.6 | .738 | 1.1 | 2.6 | 3.6 | 0.8  | 0.4 | 0.9 | 1.4 | 1.8 | 9.7  |
| 9  | Tony Campbell       | 26   | 63 | 2  | 12.5 | 2.5 | 5.5  | .458 | 0.0 | 0.3 | .095 | 1.1 | 1.3 | .843 | 0.8 | 1.2 | 2.1 | 0.7  | 0.6 | 0.1 | 1.0 | 1.7 | 6.2  |
| 10 | David Rivers        | 24   | 47 | 0  | 9.4  | 1.0 | 2.6  | .402 | 0.0 | 0.1 | .167 | 0.7 | 0.9 | .833 | 0.3 | 0.6 | 0.9 | 2.3  | 0.5 | 0.2 | 1.3 | 1.1 | 2.9  |
| 11 | Mark McNamara       | 29   | 39 | 0  | 8.2  | 0.8 | 1.6  | .500 | 0.0 | 0.0 |      | 1.3 | 2.0 | .628 | 1.0 | 1.6 | 2.6 | 0.3  | 0.1 | 0.1 | 0.6 | 1.3 | 2.9  |
| 12 | Jeff Lamp           | 29   | 37 | 0  | 4.8  | 0.7 | 1.9  | .391 | 0.1 | 0.1 | .500 | 0.1 | 0.1 | .800 | 0.2 | 0.8 | 0.9 | 0.4  | 0.2 | 0.1 | 0.4 | 0.7 | 1.6  |

## Galardones y récords
| Jugador             | Galardón                                        |
| Magic Johnson       | MVP de la NBA Mejor quinteto de la NBA All-Star |
| A.C. Green          | 2.º Mejor quinteto defensivo de la NBA          |
| James Worthy        | All-Star                                        |
| Kareem Abdul-Jabbar | All-Star                                        |